# Isola (Mississipi)
Isola és una població dels Estats Units a l'estat de Mississipi. Segons el cens del 2000 tenia 768 habitants.

## Demografia
Segons el cens del 2000, Isola tenia 768 habitants, 279 habitatges, i 191 famílies. La densitat de població era de 400,7 habitants per km².
Dels 279 habitatges en un 33,7% hi vivien nens de menys de 18 anys, en un 38,4% hi vivien parelles casades, en un 25,1% dones solteres, i en un 31,5% no eren unitats familiars. En el 28,3% dels habitatges hi vivien persones soles el 13,6% de les quals corresponia a persones de 65 anys o més que vivien soles. El nombre mitjà de persones vivint en cada habitatge era de 2,75 i el nombre mitjà de persones que vivien en cada família era de 3,37.
Per edats la població es repartia de la següent manera: un 31,6% tenia menys de 18 anys, un 10,3% entre 18 i 24, un 24,9% entre 25 i 44, un 19% de 45 a 60 i un 14,2% 65 anys o més.
L'edat mediana era de 32 anys. Per cada 100 dones de 18 o més anys hi havia 79,2 homes.
La renda mediana per habitatge era de 25.063 $ i la renda mediana per família de 27.396 $. Els homes tenien una renda mediana de 20.909 $ mentre que les dones 17.639 $. La renda per capita de la població era de 13.487 $. Entorn del 25,1% de les famílies i el 30,8% de la població estaven per davall del llindar de pobresa.

## Poblacions més properes
El següent diagrama mostra les poblacions més properes.